# Ligne 1 du métro de Valence
La ligne 1 (en catalan : Línia 1 de Metrovalència) est l'une des dix lignes du réseau du métro de Valence et l'une des six lignes de métro, ouverte en octobre 1988. Elle est exploitée par FGV et dessert dix-huit communes.

## Historique
La ligne 1 ouvre le 9 octobre 1988, avec la mise en service d'un tunnel de 7 km creusé sous la ville de Valence par l'entreprise publique Ferrocarriles de vía estrecha (FEVE) afin de relier les lignes Valence-Bétera et Valence-Villanova de Castelló. 
Entre 1998 et 2015, la ligne dispose de deux trajets alternatifs avec un tronçon commun entre Empalme et Torrent : Bétera-Villanueva de Castellón et Líria-Torrent Avinguda, avant d'être de nouveau scindée entre la ligne 1 et la ligne 2,.
Le 3 juillet 2006 une rame de métro déraille dans une courbe du tunnel entre Jesùs et Plaza de España, faisant 43 morts et 47 blessés. La rame circulait à 80 km/h dans un virage qui était limité à 40 km/h au moment de l'accident.

## Caractéristiques

### Ligne
La ligne compte 40 stations, dont huit souterraines, et parcourt 70,24 km. Les rails sont à écartement métrique et la voie est double uniquement entre les stations Seminari-CEU (Moncada) et Torrent (Torrent). Entre Empalme et Torrent, la ligne assure un service de type métropolitain, tandis qu'au-delà de ces deux stations, elle présente un caractère de train de banlieue ou de transport régional,.
Elle traverse dix-huit communes, du nord au sud : Bétera, Moncada, Rocafort, Godella, Burjassot, Valence, Paiporta, Picanya, Torrent, Picassent, Benifaió, Alginet, Carlet, Benimodo, L'Alcúdia, Massalavés, Alberic et Castelló.

### Stations et correspondances
|  |   |  | Station           | Communes                  | Correspondances |
|  | - |  | ----------------- | ------------------------- | --- |
|  | ■ |  | Bétera            | Bétera                    | |
|  | o |  | Horta Vella       | Bétera                    | |
|  | o |  | Masies            | Moncada                   | |
|  | o |  | Seminari-CEU      | Moncada                   | |
|  | o |  | Moncada-Alfara    | Moncada                   | |
|  | o |  | Massarrojos       | Valence (Pobles del Nord) | |
|  | o |  | Rocafort          | Rocafort                  | |
|  | o |  | Godella           | Godella                   | |
|  | o |  | Burjassot-Godella | Burjassot                 | |
|  | o |  | Burjassot         | Burjassot                 | |
|  | o |  | Empalme           | Burjassot                 | Ligne 2 du métro de Valence · Ligne 4 du métro de Valence                                                             |
|  | o |  | Beniferri         | Valence (Benicalap)       | Ligne 2 du métro de Valence                                                                                           |
|  | o |  | Campanar          | Valence (Campanar)        | Ligne 2 du métro de Valence                                                                                           |
|  | o |  | Túria             | Valence (Campanar)        | Ligne 2 du métro de Valence                                                                                           |
|  | o |  | Àngel Guimerà     | Valence (Extramurs)       | Ligne 2 du métro de Valence · Ligne 3 du métro de Valence · Ligne 5 du métro de Valence · Ligne 9 du métro de Valence |
|  | o |  | Plaça Espanya     | Valence (Extramurs)       | Ligne 2 du métro de Valence                                                                                           |
|  | o |  | Jesús             | Valence (Jesús)           | Ligne 2 du métro de Valence · Ligne 7 du métro de Valence                                                             |
|  | o |  | Patraix           | Valence (Patraix)         | Ligne 2 du métro de Valence · Ligne 7 du métro de Valence                                                             |
|  | o |  | Safranar          | Valence (Patraix)         | Ligne 2 du métro de Valence · Ligne 7 du métro de Valence                                                             |
|  | o |  | Sant Isidre       | Valence (Patraix)         | Ligne 2 du métro de Valence · Ligne 7 du métro de Valence · Cercanías de Valence                                      |
|  | o |  | València Sud      | Valence (Pobles del Sud)  | Ligne 2 du métro de Valence · Ligne 7 du métro de Valence                                                             |
|  | o |  | Picanya           | Picanya                   | Ligne 2 du métro de Valence · Ligne 7 du métro de Valence                                                             |
|  | o |  | Paiporta          | Paiporta                  | Ligne 2 du métro de Valence · Ligne 7 du métro de Valence                                                             |
|  | o |  | Torrent           | Torrent                   | Ligne 2 du métro de Valence · Ligne 7 du métro de Valence                                                             |
|  | o |  | Col·legi El Vedat | Torrent                   | |
|  | o |  | Realón            | Picassent                 | |
|  | o |  | Sant Ramon        | Picassent                 | |
|  | o |  | Picassent         | Picassent                 | |
|  | o |  | Omet              | Picassent                 | |
|  | o |  | Espioca           | Picassent                 | |
|  | o |  | Font Almaguer     | Benifaió                  | |
|  | o |  | Alginet           | Alginet                   | |
|  | o |  | Ausiàs March      | Carlet                    | |
|  | o |  | Carlet            | Carlet                    | |
|  | o |  | Benimodo          | Benimodo                  | |
|  | o |  | L'Alcúdia         | L'Alcúdia                 | |
|  | o |  | Montortal         | L'Alcúdia                 | |
|  | o |  | Massalavés        | Massalavés                | |
|  | o |  | Alberic           | Alberic                   | |
|  | ■ |  | Castelló          | Castelló                  | |

## Exploitation
La ligne est exploitée par les Ferrocarrils de la Generalitat Valenciana (FGV), sous la marque Metrovalència.

### Matériel roulant
La ligne est servie par des trains de type série 4300, produits par Vossloh.

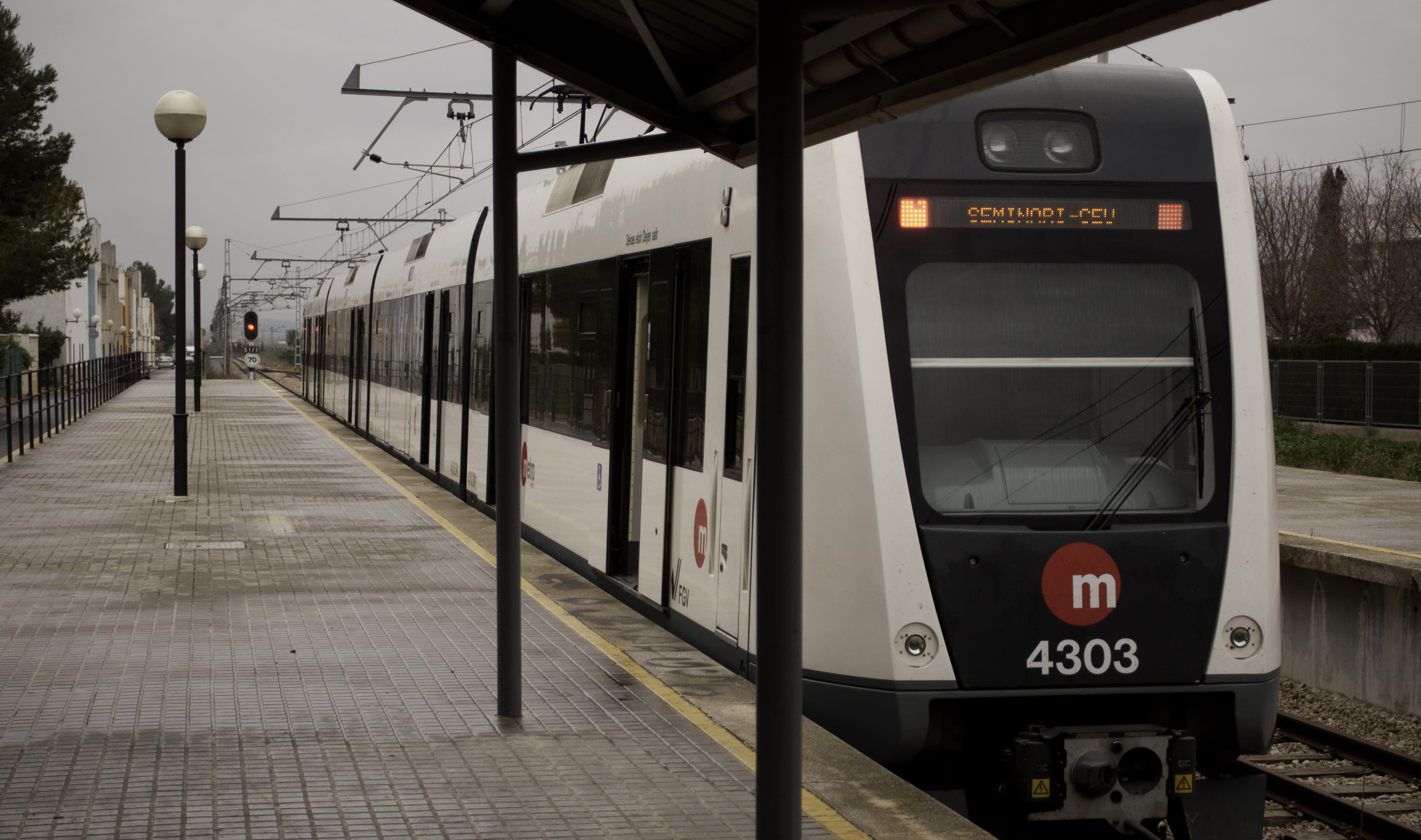
Un train série 4300 au terminus de Villanueva de Castelló.